# Фінал Кубка Футбольної ліги 1991
Фінал Кубка Футбольної ліги 1991 — фінальний матч розіграшу Кубка Футбольної ліги 1990—1991, 31-го розіграшу Кубка Футбольної ліги. У матчі, що відбувся 21 квітня 1991 року на стадіоні «Вемблі», зіграли «Манчестер Юнайтед» та «Шеффілд Венсдей».

## Шлях до фіналу
| Шеффілд Венсдей | Шеффілд Венсдей                         | Раунд                           | Манчестер Юнайтед | Манчестер Юнайтед                       |
| --------------- | --------------------------------------- | ------------------------------- | ----------------- | --------------------------------------- |
| Суперник        | Результат                               | Кубок Футбольної ліги 1990—1991 | Суперник          | Результат                               |
| Брентфорд       | 1–1 вдома, 2–1 на виїзді                | Другий раунд                    | Галіфакс Таун     | 3–1 на виїзді, 2–1 вдома                |
| Свіндон Таун    | 0–0 вдома, 1-0 на виїзді (перегравання) | 1/16 фіналу                     | Ліверпуль         | 3–1 вдома                               |
| Дербі Каунті    | 1–1 вдома, 2-1 на виїзді (перегравання) | 1/8 фіналу                      | Арсенал           | 6–2 на виїзді                           |
| Ковентрі Сіті   | 1–0 на виїзді                           | 1/4 фіналу                      | Саутгемптон       | 1-1 на виїзді, 3–2 вдома (перегравання) |
| Челсі           | 2–0 на виїзді, 3–1 вдома                | 1/2 фіналу                      | Лідс Юнайтед      | 2-1 вдома, 1–0 на виїзді                |

## Матч

### Деталі
| 21 квітня 1991 |

| Шеффілд Венсдей | 1:0      | Манчестер Юнайтед |
| --------------- | -------- | ----------------- |
| Шерідан 38'     | Протокол |                   |

| Вемблі, Лондон Глядачів: 77 612 Арбітр: Рей Льюїс |

| Шеффілд Венсдей | Манчестер Юнайтед |

|                  |  |                    |  |                  |
|                  |  |                    |  |                  |
| В                |  | Кріс Тернер        |  |                  |
| З                |  | Роланд Нільссон    |  |                  |
| З                |  | Філ Кінг           |  |                  |
| З                |  | Пітер Шертліфф     |  |                  |
| З                |  | Найджел Пірсон (к) |  |                  |
| ПЗ               |  | Джон Гаркс         |  | Замінений        |
| ПЗ               |  | Джон Шерідан       |  |                  |
| ПЗ               |  | Денні Вілсон       |  |                  |
| ПЗ               |  | Найджел Вортінгтон |  |                  |
| Н                |  | Девід Гірст        |  |                  |
| Н                |  | Пол Вільямс        |  |                  |
| Запасні:         |  |                    |  |                  |
| З                |  | Лоурі Мадден       |  | Вийшов на заміну |
| Н                |  | Тревор Френсіс     |  |                  |
| Головний тренер: |  |                    |  |                  |
| Рон Аткінсон     |  |                    |  |                  |

|                  |  |                  |  |     |
| В                |  | Лес Сілі         |  |     |
| З                |  | Клейтон Блекмор  |  |     |
| З                |  | Деніс Ірвін      |  |     |
| З                |  | Стів Брюс        |  |     |
| З                |  | Гарі Паллістер   |  |     |
| ПЗ               |  | Ніл Вебб         |  | 55' |
| ПЗ               |  | Браян Робсон (к) |  |     |
| ПЗ               |  | Пол Інс          |  |     |
| ПЗ               |  | Лі Шарп          |  |     |
| Н                |  | Браян Макклер    |  |     |
| Н                |  | Марк Г'юз        |  |     |
| Запасні:         |  |                  |  |     |
| ПЗ               |  | Мел Донагі       |  |     |
| ПЗ               |  | Майк Фелан       |  | 55' |
| Головний тренер: |  |                  |  |     |
| Алекс Фергюсон   |  |                  |  |     |